# Jubileo de Oro de Jorge III del Reino Unido
El Jubileo de Oro de Jorge III, también conocido como el Gran Jubileo Nacional, fue celebrado el 25 de octubre de 1809, cuando marcó los 49 años de su ascenso al trono británico y su entrada en el año 50 de su reinado. Fue la primera de tales festividades que se celebró de manera significativa en el Reino Unido y las Colonias. Las celebraciones fueron relativamente limitadas en comparación con los jubileos de algunos de los siguientes monarcas británicos.

## Historia

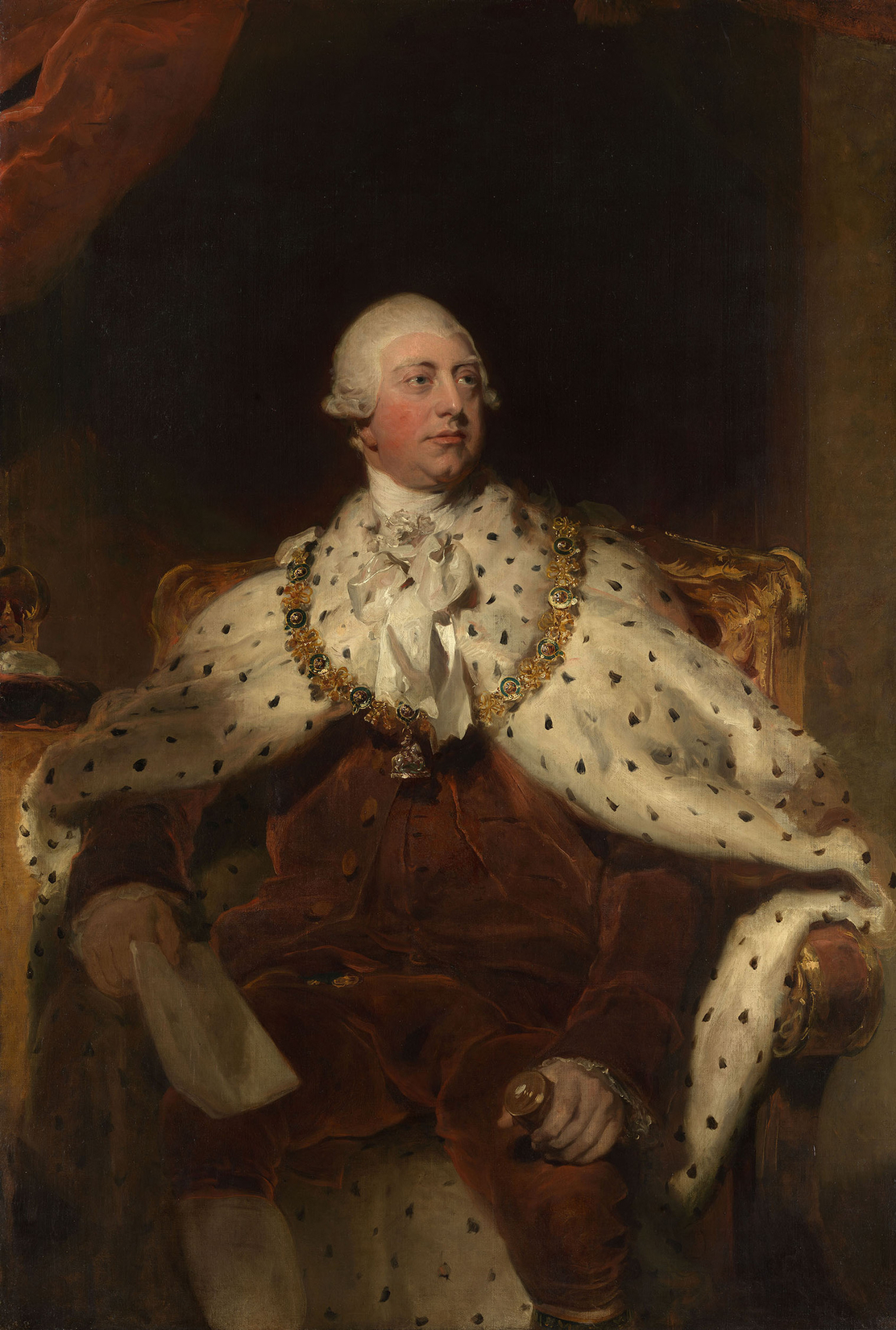
Retrato de Jorge III por Thomas Lawrence, 1809

En marzo de 1809 y con las celebraciones del jubileo acercándose, los precios de las velas comenzaron a subir ya que se anticipaban celebraciones bajo techo. Las festividades en la India comenzaron el 4 de junio, el cumpleaños oficial del rey, con el gobernador organizando una fiesta en Bombay, a la que asistieron embajadores del Imperio indio y de los países vecinos. Las celebraciones en el Reino Unido comenzaron con un baile en el Ayuntamiento el 24 de octubre de 1809. Al día siguiente, el Rey y la Reina, junto con el Duque de York, la Princesa Isabel y el Duque de Sussex, marcaron el evento con un servicio privado en la Capilla de San Jorge en el Castillo de Windsor y el Rey inspeccionó una tropa de soldados, aunque no pudo participar en la mayoría de las celebraciones posteriores debido al deterioro de su salud. La Royal Horse Guards organizó un asado de buey en Bachelors' Acre, Windsor,⁣ al que asistieron la reina, el duque de York, el duque de Kent, la princesa Isabel, el duque de Cumberland y el duque de Sussex, quienes luego fueron acompañado por el Príncipe de Gales y la Princesa de Gales. El Guildhall había construido un enorme arco ornamentado a lo largo de la calle, por el que pasaron la familia real y el grupo que los acompañaba al entrar en la ciudad. Se planeó una "gran fiesta y exhibición de fuegos artificiales" en Frogmore a la que asistió la Reina, acompañada por los duques de York, Clarence y Sussex, y las princesas Augusta, Isabel y Sofía. Entre otros asistentes estaban el Conde de Uxbridge, el Conde y la condesa Harcourt, el conde y la condesa de Cardigan, y los lores St Helens y Walsingham.
Las tiendas se cerraron para permitir la participación de la gente en las festividades y el alcalde de Londres y la City of London Corporation participaron en una procesión a la Catedral de San Pablo de Londres, que culminó con un servicio de acción de gracias y luego una cena en Mansion House. Alrededor de 400 comerciantes y banqueros se reunieron en Merchant Taylors' Hall, donde se les unieron los condes de Westmorland, Chatham, Bathurst, Camden, Liverpool, St Vincent, así como los lores Harrowby, Mulgrave, Berkshire. Varios niños fueron bautizados como Jubilee George o Jubilee Charlotte en honor al Rey y la Reina.
Los desertores militares y los prisioneros de guerra fueron indultados y los deudores fueron liberados, excluyendo a aquellos que eran de origen francés debido a las Guerras Napoleónicas en curso.  Entre los hitos encargados para conmemorar la ocasión se encuentran un monumento erigido en Windsor y presentado en presencia de la Reina, la Estatua del Rey en Weymouth, la Roca del Jubileo en Blisland y la Torre del Jubileo en Moel Famau. También se produjo una serie especial de jarras en Liverpool para conmemorar el jubileo. También se acuñaron dos conjuntos de medallas, la Medalla del Jubileo del Rey Jorge III y la Medalla del Jubileo del Rey Jorge III y la Reina Carlota.